# Ailoc Laran (Hera)
Ailoc Laran (Ailoklaran, Ailok Laran) ist eine osttimoresische Aldeia des Sucos Hera (Verwaltungsamt Cristo Rei, Gemeinde Dili). 2015 zählte die Aldeia 1691 Angehörige. Eine Schätzung von Januar 2000 ergab noch eine Bevölkerungszahl von 762.

## Geographie

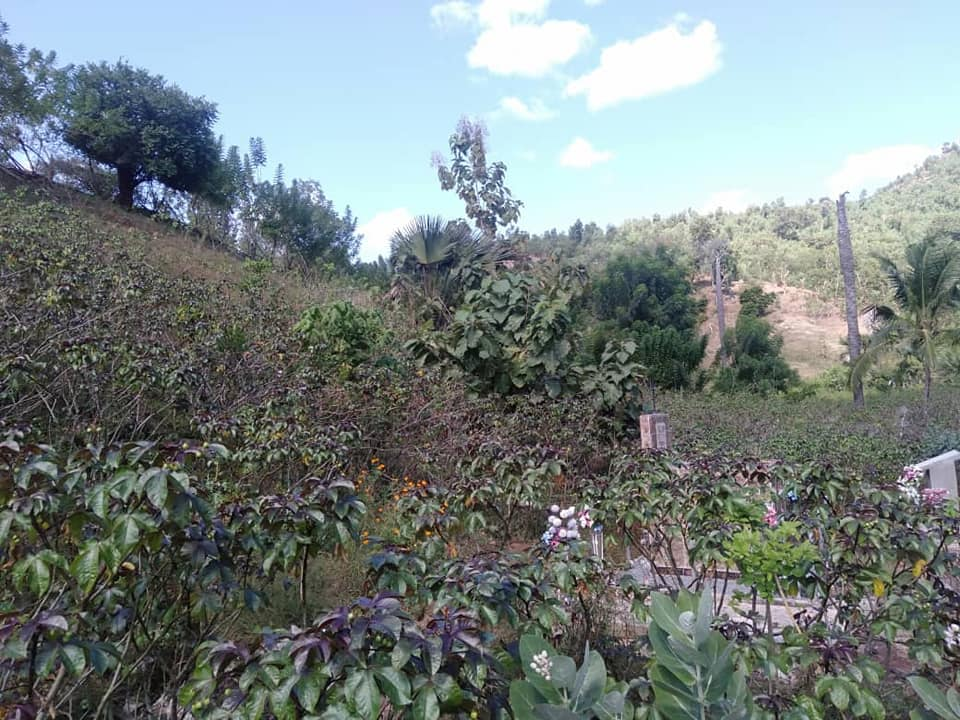
In der Umgebung von Ailoc Laran (Juli 2020)

Die Aldeia reicht von Heras Ortsteil Ailoc Laran, südlich des Zentrums Heras bis zum Hafen von Hera und schließt dann die gesamte Küste bis im Westen zur Grenze zum Suco Meti Aut ein. Den äußersten Westen bildet die Bucht von Fatu Cama. Die Ortsteile Heras Bemanotolu und Manoroni gehören ebenso dazu, wie das Dorf Mantarlido und einige namenlose Siedlungen.